# Veículo subaquático autônomo

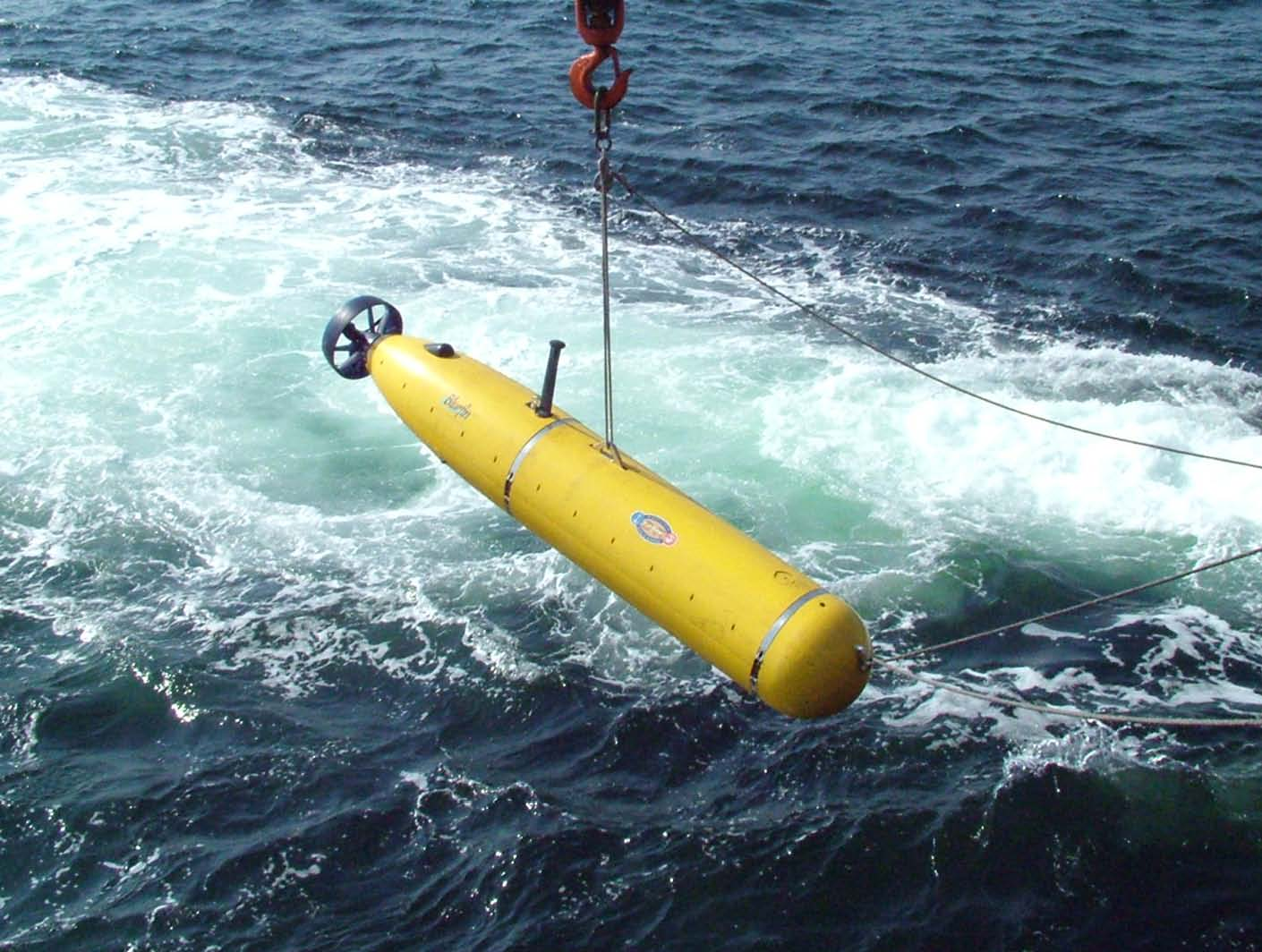
Foto tirada a partir do HSV Swift por um funcionário da Bluefin Robotics Coporation durante um exercício da US Navy

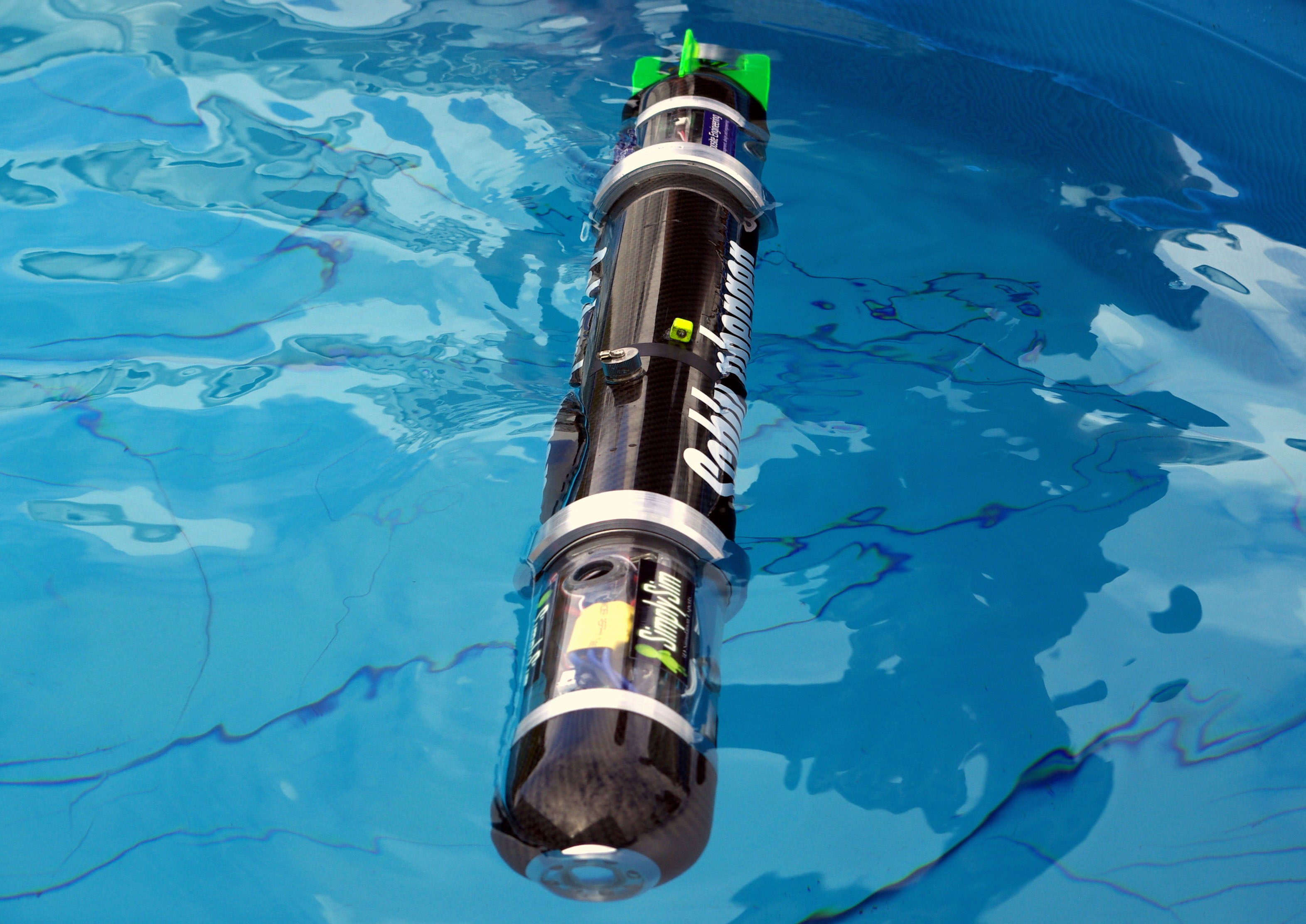
O Blackghost AUV é projetado para realizar uma série de ataques submarinos de forma autônoma, ou seja, sem haver necessidade de alguém controla-lo

Um veículo subaquático autônomo (VSA. Em inglês, autonomous underwater vehicle, sigla AUV) é um tipo de robô ou sistema mecatrônico que viaja embaixo da água como um submarino, com a particularidade de não necessitar de um piloto humano, possuindo uma autonomia limitada.. A autonomia de um AUV, será definida por um sistema computacional programável próprio, cuja missão ou padrão de comportamento e atuação autônoma serão programados por uma pessoa (especialista) ou uma equipe, que define assim a missão do AUV como um conjunto de tarefas a serem realizadas. Em português, ainda podemos encontrar algumas outras traduções para o acrônimo AUV como "veículos submarinos autônomos", "veículos autônomos subaquáticos" e "veículos autônomos submersos".

## Classificação
Os AUVs constituem parte de um grande grupo de sistemas submarinos conhecidos como "veículos não-tripulados subaquáticos", uma classificação que inclui também submarinos não autônomos, "veículos subaquáticos controlados remotamente" (sigla inglesa ROV), controlados e alimentados a partir da superfície por um operador/piloto, através de um fio (também chamado "cordão umbilical"), ou através de um controle remoto.